# Beiträge zur Geschichte der Gemeinde Rommerskirchen
Die Beiträge zur Geschichte der Gemeinde Rommerskirchen sind eine von der Gemeinde Rommerskirchen seit 1996 herausgegebene Schriftenreihe zu lokal- und regionalgeschichtlichen Themen. Die Reihe umfasst sieben Bände (Stand 2023).

## Einzelbände
- Manfred G. Hundt[1]: Das Erbe der Römer am Gillbach. Hrsg. von der Gemeinde Rommerskirchen. Rommerskirchen: Gemeinde Rommerskirchen 1996 (Beiträge zur Geschichte der Gemeinde Rommerskirchen 1). ISBN 978-3-926963-30-7
- Alfred Boele: Die St. Lambertus Kapelle in Ramrath. Altehrwürdige Gebetsstätte und kunsthistorisches Kleinod. Hrsg. von der Gemeinde Rommerskirchen. Rommerskirchen: Gemeinde Rommerskirchen 1997 (Beiträge zur Geschichte der Gemeinde Rommerskirchen 2). ISBN 978-3-926963-31-4
- Josef Schmitz: Jüdische Familien am Gillbach.  Herkunft und Schicksal. Hrsg. von der Gemeinde Rommerskirchen. Rommerskirchen: Gemeinde Rommerskirchen 1999 (Beiträge zur Geschichte der Gemeinde Rommerskirchen 3). ISBN 978-3-926963-43-7
- Hans Georg Schnieders: Brunnen, Pumpen, Wasserversorgung in der Gemeinde Rommerskirchen. Geschichte und Geschichten sowie Wasserbegriffe in der Sprachkultur. Hrsg. von der Gemeinde Rommerskirchen. Rommerskirchen: Gemeinde Rommerskirchen 2007 (Beiträge zur Geschichte der Gemeinde Rommerskirchen 4).
- Josef Schmitz: Rittersitze, Stiftshöfe und Klostergüter am Gillbach. Ein Beitrag zur Geschichte der Dörfer in der Gemeinde Rommerskirchen. Hrsg. von der Gemeinde Rommerskirchen. Rommerskirchen: Gemeinde Rommerskirchen 2008 (Beiträge zur Geschichte der Gemeinde Rommerskirchen 5).
- Manfred G. Hundt: Rom in Rommerskirchen. Viereinhalb Jahrhunderte römische Siedlungsgeschichte auf der Rommerskirchener Lössplatte. Hrsg. von der Gemeinde Rommerskirchen. Rommerskirchen: Gemeinde Rommerskirchen 2011 (Beiträge zur Geschichte der Gemeinde Rommerskirchen 6). ISBN 978-3-00-034976-8
- Josef Wißkirchen: Verfolgte Nachbarn am Gillbach. Juden in Rommerskirchen. Hrsg. von der Gemeinde Rommerskirchen. Essen: Klartext 2016 (Beiträge zur Geschichte der Gemeinde Rommerskirchen 6). ISBN 978-3-8375-1550-3